# Matarraña (Fluss)
Der Río Matarraña (katalanisch: Riu Matarranya) ist ein rechtsseitiger Nebenfluss des Ebro im Nordosten Spaniens. Sein Einzugsgebiet hat eine Fläche von 1250 Quadratkilometer.

## Geografie

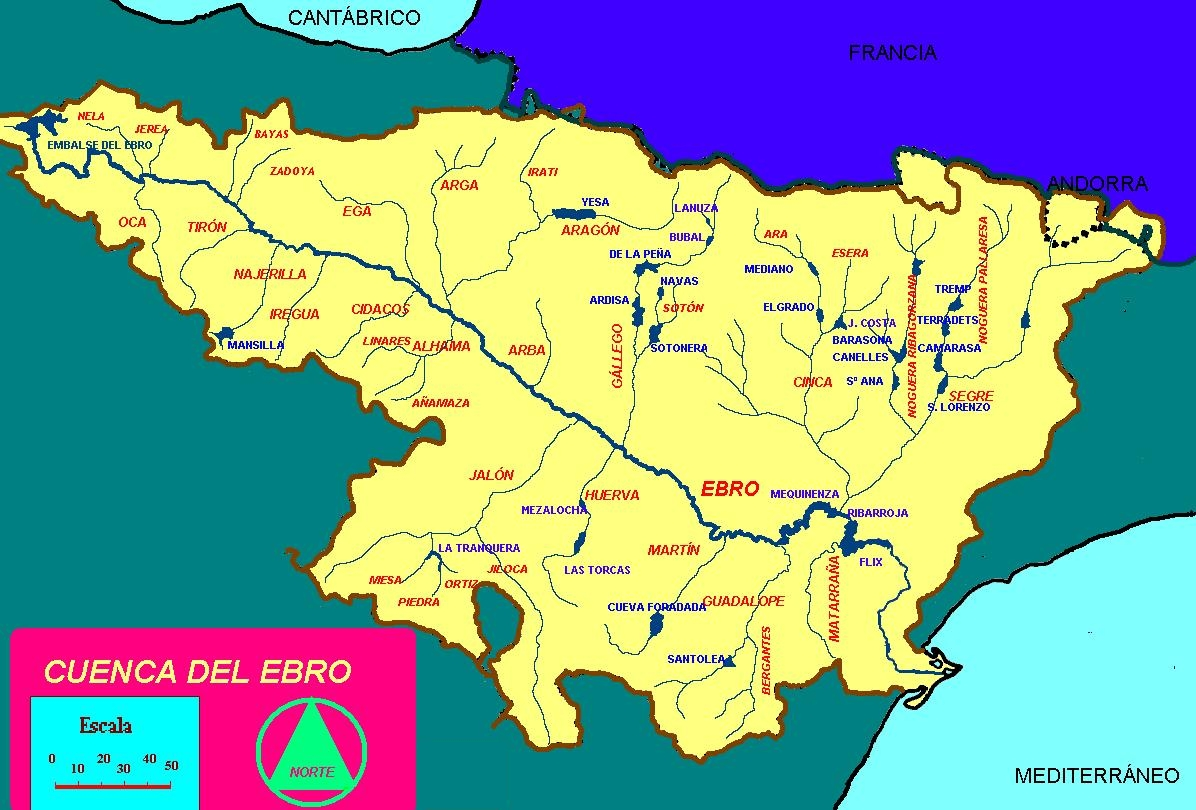
Das Stromsystem des Ebro

Der Matarraña entspringt im Bergland der Puertos de Beceite, durchfließt die Orte Valderrobres und Mazaleón (Provinz Teruel), tritt unterhalb von Mazaléon in die Provinz Saragossa ein, berührt in dieser Maella und Fabara und schließlich Nonaspe, wo der Algars mündet, der in seinem Oberlauf die Grenze zwischen Aragonien und Katalonien bildet. In seinem Unterlauf folgt dem Matarraña eine Eisenbahnlinie. Auf seiner letzten Strecke bildet der Fluss die Grenze zwischen Aragonien (Provinz Saragossa) und Katalonien (Provinz Tarragona). Das letzte Stück wird von der Pantà de Riba-roja am Ebro mit aufgestaut.
Am Nebenfluss Pena liegt der Stausee Embalse de Pena.
Der Fluss ist ein typisches Mittelmeergewässer mit stark schwankender Wasserführung.

### Linksseitige Nebenflüsse
- Pena
- Tastavins

### Rechtsseitiger Nebenfluss

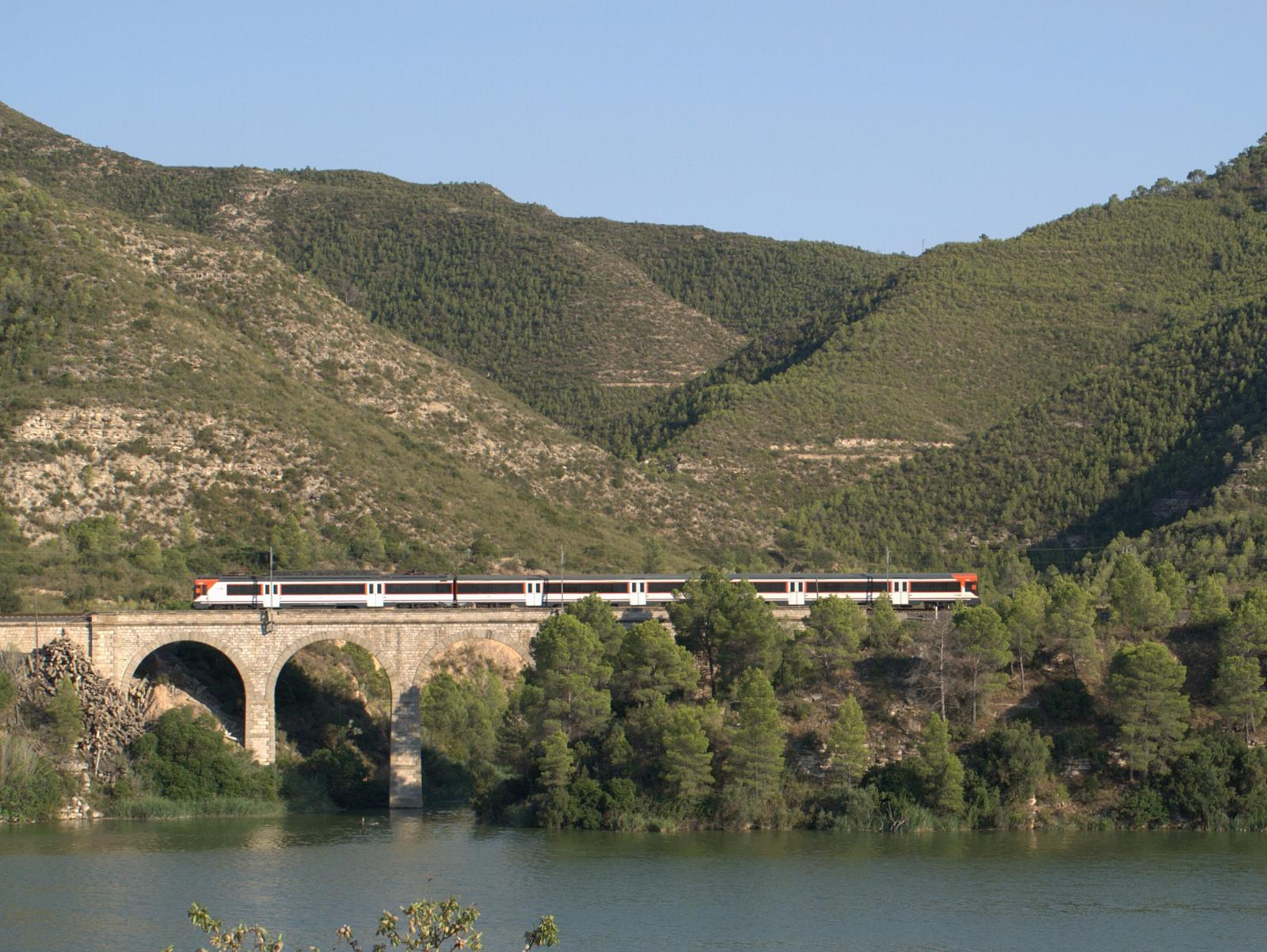
Eisenbahnbrücke über den Matarraña bei Fayón

- Algars

## Fauna
Der Fluss besitzt einen reichen Bestand an Barben, südwesteuropäischen Nasen (Parachondrostoma toxostoma) und Forellen, der durch Verschmutzung allerdings in den letzten Jahren gefährdet worden ist.